# Георгиевский, Любиша
Любиша Георгиевский (макед. Љубиша Георгиевски; 30 мая 1937, Битоле, Королевство Югославия — 6 декабря 2018) — македонский театральный режиссёр, писатель, политик, дипломат, бывший председатель Собрания Республики Македонии.

## Образование
В 1974 году окончил Академию театра, кино, радио и телевидения в Белграде.
Владел английским, французским, итальянским, русским, болгарским и сербским языками.

## Творчество
Как режиссёр Георгиевский поставил более 160 спектаклей в Македонии, Югославии, Хорватии, Боснии и Герцеговине, Словении, Болгарии, Румынии, Польше и США, где в Университете Южной Калифорнии и Техасе, он преподавал теорию театра и актёрскую игру. Его постановки переведены на более десятка языков и игрались по всей Европе, в том числе в Москве и Вене. Он — обладатель более двадцати наград в бывшей Югославии, а также награды критики за лучший спектакль театрального сезона «Искушение» по пьесе Вацлава Гавела в «Театр-Центре». Некоторые его пьесы продолжают играть до сих пор.
Он также написал десятки книг, был режиссёром и сценаристом нескольких кинофильмов и вёл авторскую колонку в газете «Дневник».

## Политическая карьера
Являлся членом Исполнительного комитета одной из крупнейших партий Македонии — ВМРО-ДПМНЕ. На президентских выборах в 1994 году был главным соперником тогдашнего президента Киро Глигорова..
С 2000 по 2004 год он был чрезвычайным и полномочным послом Республики Македонии в Болгарии.
1 августа 2006 года избран председателем Собрания Республики Македонии и занимал эту должность до июня 2008 года.

## Награды
- Орден «Стара Планина» 1-й степени (Болгария)[3]